# Le Champ-près-Froges
Le Champ-près-Froges ist eine französische Gemeinde mit 1.317 Einwohnern (Stand: 1. Januar 2022) im Département Isère in der Region Auvergne-Rhône-Alpes; sie gehört zum Arrondissement Grenoble und zum Kanton Haut-Grésivaudan. Die Einwohner werden Champiots genannt.

## Geografie
Le Champ-près-Froges ist eine Gemeinde im Grésivaudan. Die Isère begrenzt die Gemeinde im Westen. Umgeben wird Le Champ-près-Froges von den Nachbargemeinden La Pierre im Norden, Hurtières im Osten und Nordosten, Les Adrets im Osten und Südosten, Froges im Süden und Südwesten sowie Lumbin im Westen und Nordwesten.

## Bevölkerungsentwicklung
| Jahr                       | 1962 | 1968 | 1975 | 1982 | 1990 | 1999 | 2006 | 2018 |
| Einwohner                  | 577  | 556  | 701  | 924  | 1008 | 1158 | 1201 | 1186 |
| Quellen: Cassini und INSEE |      |      |      |      |      |      |      |      |

## Sehenswürdigkeiten

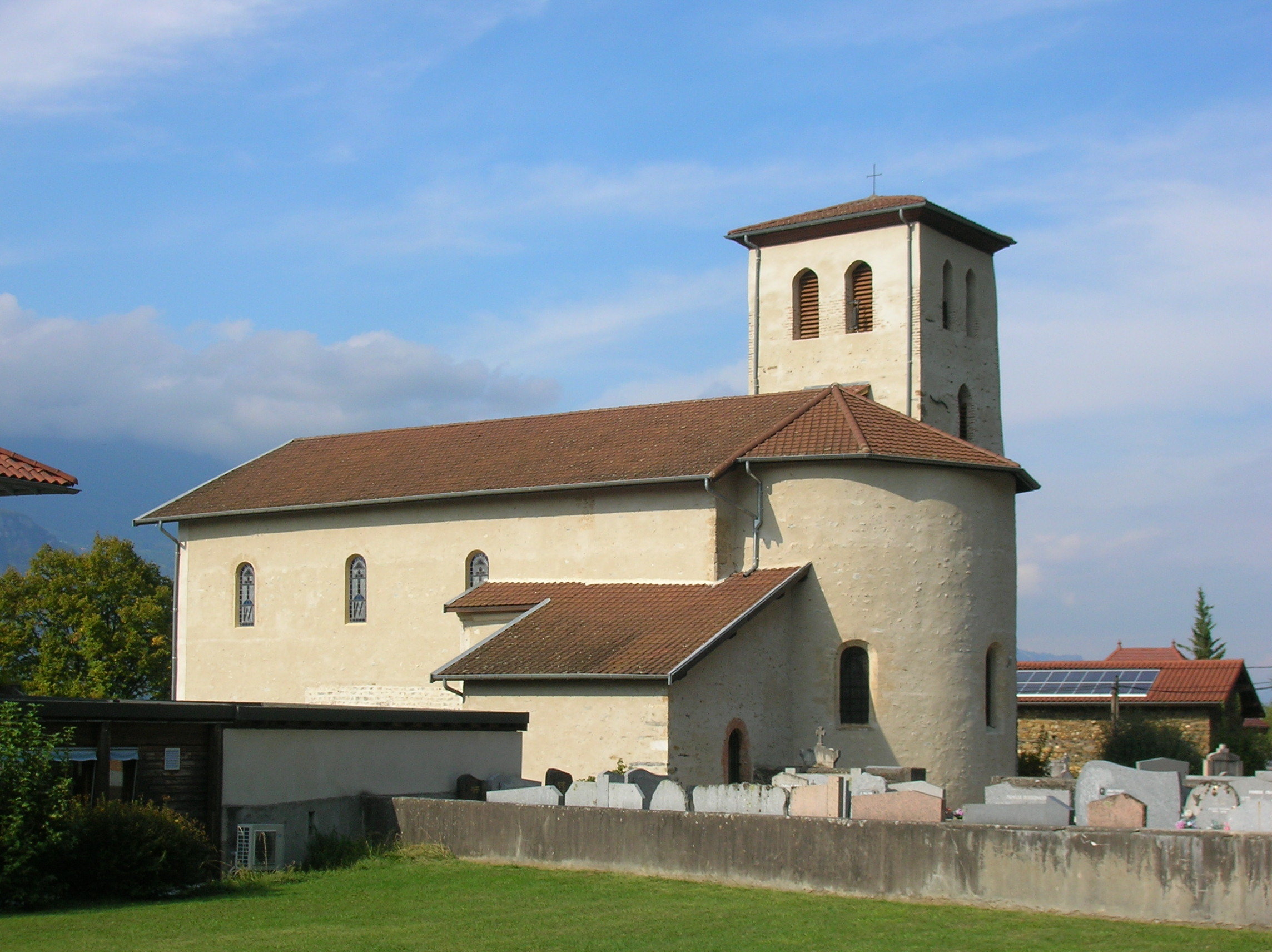
Himmelfahrts-Kirche

- Himmelfahrts-Kirche